# Leopoldo Fernández (humorista)
Leopoldo Augusto Fernández Salgado (Jagüey Grande, Cuba, 26 de diciembre de 1904 - Miami, Estados Unidos, 11 de noviembre de 1985), conocido artísticamente como Pototo y universalmente como Tres Patines, fue un legendario actor y comediante cubano, considerado uno de los más influyentes humoristas de habla hispana del siglo XX. Su fama se cimentó como creador e intérprete del personaje José Candelario Tres Patines en el programa radial La tremenda corte, cuyo éxito perdura hasta la actualidad.

## Biografía

### Inicios y consagración en Cuba
Nacido en Jagüey Grande, Matanzas, y criado en Güines, Fernández tuvo un origen humilde. Hijo de un tabaquero, dejó sus estudios y un puesto como telegrafista para dedicarse al teatro en 1926, fundando su propia compañía. Durante la década de 1930, se consolidó en el circuito teatral cubano.
El estrellato masivo llegó a principios de los años 40, cuando la emisora de radio Cadena Azul lo contrató junto a Aníbal de Mar para crear un programa que compitiera con los éxitos del momento. El escritor español Cástor Vispo fue el encargado de crear los libretos y los personajes de La tremenda corte. El éxito del programa fue inmediato y arrollador. Fernández confesó que muchos de los personajes estaban inspirados en arquetipos y personas reales de la vida cubana, lo que le dio al programa una autenticidad única.
Paralelamente, desarrolló una exitosa carrera en teatro con su personaje de Pototo, formando un dúo icónico con la actriz Mimí Cal (quien interpretaba a Nananina y fue su esposa durante un tiempo). También incursionó en el cine y la música, grabando varios discos de comedia.

### Confrontación y salida de Cuba (1962)
Fernández continuó trabajando en Cuba durante los primeros años del régimen de Fidel Castro. Su popularidad era tal que, para marzo de 1962, su compañía había cumplido 70 semanas ininterrumpidas de actuaciones en el Teatro Nacional de La Habana. Sin embargo, la presión del nuevo gobierno se intensificó debido a las sátiras políticas en sus obras, enviando grupos organizados a interrumpir las funciones y estableciendo una comisión de censura.
La historia que se popularizó en el exilio narra que su salida fue provocada por un chiste sobre colgar un cuadro de Fidel Castro, lo que le habría costado dos meses de cárcel. No obstante, el propio Leopoldo Fernández desmintió categóricamente esta versión al llegar a Miami. En una entrevista con el Diario Las Américas, publicada a principios de 1963, el comediante fue tajante: "Yo nunca dije tal chiste. Si lo hubiera hecho... estaría en la cárcel o hubiera ido al paredón".
En su lugar, Fernández relató la verdadera y más violenta historia. La noche del 12 de abril de 1962, durante una función, el teatro fue asaltado por "esbirros comunistas, armados de cabillas" que "atacaron a la concurrencia". El régimen utilizó el "escándalo mayúsculo" como pretexto para cerrarle el teatro definitivamente.
Respecto a su arresto, aclaró que esa noche solo estuvo preso por cinco horas, pero que a partir de ese momento se convirtió en "un preso especial", viviendo bajo vigilancia constante. Finalmente, logró salir de la isla en un grupo de 1,170 refugiados a bordo del carguero "Shirley Lykes", iniciando en los últimos meses de 1962 la incierta ruta del exilio.

### Exilio y carrera internacional (1962-1985)

#### Primeros años: Miami y periplo internacional (1962-1971)
Contrario a la creencia popular de un comienzo difícil, Fernández desembarcó en Miami como una estrella. Para diciembre de 1962, ya era la figura principal del Teatro Radio Centro, donde debutó con gran éxito. En febrero de 1963, la comunidad artística cubana le rindió un masivo homenaje en el Dinner Key Auditorium, donde estrenó su nueva comedia "En Tiempos de Adan y Eva".
A pesar de este éxito, su limitado inglés lo llevó a buscar oportunidades en otros países. Entre 1966 y 1969, se estableció en Monterrey, México, para producir la versión televisiva de La tremenda corte. Se grabaron más de 125 episodios en tres temporadas, con la participación de su hijo, Leopoldo "Polito" Fernández Jr., en la segunda. Durante este período, también grabó en México el único álbum musical donde él y Aníbal de Mar interpretaron a sus personajes de la corte: Tres Patines y El Señor Juez (1968).
Finalizado el ciclo en México, viajó a Perú en 1969, donde realizó una exitosa gira y protagonizó para Panamericana Televisión la serie cómica El Guardia Tres Patines, junto al comediante peruano Antonio Salim. Durante estos años de viaje, conoció en Puerto Rico a la actriz Vilma Carbia, quien se convertiría en su segunda esposa y compañera de vida.
En julio de 1971, a los 66 años, tomó la decisión de establecerse permanentemente en Miami, un momento simbolizado por la famosa anécdota de su aplicación al Medicare, donde paralizó la oficina del Seguro Social al ser reconocido por sus admiradores.

#### Renacimiento en Miami (1974-1984)
Tras un período de observación y estudio del nuevo público del exilio, Fernández protagonizó un impresionante renacimiento profesional. En 1976, lanzó con enorme éxito el programa radial Los Problemas de Trespatines, una versión actualizada de su personaje ahora casado, interpretado por Vilma Carbia. El programa fue un éxito no solo en Miami, sino en emisoras de todo Estados Unidos, llegando a grandes mercados hispanos como Nueva York y California.
Paralelamente, mantuvo una intensa actividad teatral, siendo una figura clave en la escena cultural de Miami. En 1977, participó activamente en el rescate del Teatro Lecuona de Hialeah, donde su compañía estuvo cinco meses en cartel.
En 1980, a los 75 años, regresó al cine después de 23 años de ausencia con la película Misión 3K3, la cual codirigió con su hijo "Polito" y para la cual también compuso la música.

#### Ocaso y últimos días
Los últimos años de Fernández estuvieron marcados por una profunda tristeza. Su salud comenzó a decaer en 1984 tras una operación. Su viuda, Vilma Carbia, reveló en entrevistas póstumas que su esposo se sintió defraudado y olvidado por la comunidad artística, que dejó de llamarlo para trabajar.
La revelación más impactante fue que Fernández nunca recibió regalías por las incontables retransmisiones de sus programas de radio, televisión o por sus discos, lo que lo obligó a trabajar hasta el final de sus días por necesidad económica. Su mayor preocupación era dejar desamparada a su esposa, ya que murió sin propiedades.
Su última temporada teatral fue de febrero a octubre de 1984 con la obra "Pototo Odia a las Mujeres". Su ultimísima aparición en un escenario, ya enfermo, fue un breve número cómico en un homenaje a un amigo. Falleció en Miami el 11 de noviembre de 1985. Sobre su féretro se depositaron terrones de tierra cubana, cumpliendo simbólicamente su sueño de regresar a la patria que tanto amó y que, paradójicamente, mantenía su obra prohibida.

## Filmografía
- Hotel de muchachas (1951)
- ¡Olé, Cuba! (1957)
- Las vírgenes de la nueva ola (1969)
- Misión 3K3 (1980) (También conocida como Tres Patines en acción)

## Discografía seleccionada
- Pototo & Filomeno (Puchito, 1957)
- Yo pico un pan... (Puchito, 1960)
- Tres Patines y El Señor Juez (Musart, 1968)